# پتانسیل ولتا
پتانسیل ولتا یا پتانسیل بیرونی برای یک جسم، به صورت کار لازم برای انتقال یکای بار الکتریکی از نقطه‌ای بی‌نهایت دور به نقطه‌ای نزدیک به سطح جسم (فاصلهٔ تقریباً یک میکرومتری) تعریف می‌شود. پتانسیل ولتا و اختلاف پتانسیل ولتا را می‌توان به صورت مستقیم اندازه‌گیری نمود. رابطهٔ پتانسیل ولتا، پتانسیل گالوانی و پتانسیل سطح به صورت زیر است:
{\displaystyle \varphi =\chi +\psi }
که در آن {\displaystyle \varphi } پتانسیل گالوانی، {\displaystyle \chi } پتانسیل سطحی و {\displaystyle \psi } پتانسیل ولتا است.
بر خلاف پتانسیل گالوانی که با روش‌های تجربی قابل اندازه‌گیری نیست،
اختلاف پتانسیل ولتا بین دو نقطه در خلأ را می‌توان با کمک تکنیکی موسوم به تکنیک پراب کلوین اندازه‌گیری نمود.